# Fulvalenos
Um fulvalenos é um hidrocarboneto obtido por conjugação cruzada específica de dois anéis através de uma ligação dupla exocíclica comum. O nome é derivado da estrutura similar dos fulvenos os quais apresentam um anel. Triapentafulvaleno (3) é também conhecido como caliceno como em cálix ou cálice por causa de sua aparência de um cálice de vinho.